# Péronne (Saona i Loira)
Péronne és un municipi francès, situat al departament de Saona i Loira i a la regió de Borgonya - Franc Comtat. L'any 2007 tenia 508 habitants.

## Demografia

### Població
El 2007 la població de fet de Péronne era de 508 persones. Hi havia 201 famílies, de les quals 50 eren unipersonals (25 homes vivint sols i 25 dones vivint soles), 69 parelles sense fills, 78 parelles amb fills i 4 famílies monoparentals amb fills.
La població ha evolucionat segons el següent gràfic:
Habitants censats

### Habitatges
El 2007 hi havia 252 habitatges, 203 eren l'habitatge principal de la família, 29 eren segones residències i 20 estaven desocupats. 248 eren cases i 4 eren apartaments. Dels 203 habitatges principals, 170 estaven ocupats pels seus propietaris, 26 estaven llogats i ocupats pels llogaters i 8 estaven cedits a títol gratuït; 5 tenien dues cambres, 12 en tenien tres, 59 en tenien quatre i 127 en tenien cinc o més. 157 habitatges disposaven pel capbaix d'una plaça de pàrquing. A 82 habitatges hi havia un automòbil i a 111 n'hi havia dos o més.

### Piràmide de població
La piràmide de població per edats i sexe el 2009 era:
| Homes | Edats   | Dones |
| ----- | ------- | ----- |
| 0     | 95 o +  | 0     |
| 0     | 90 a 94 | 4     |
| 0     | 85 a 89 | 0     |
| 0     | 80 a 84 | 4     |
| 12    | 75 a 79 | 24    |
| 12    | 70 a 74 | 20    |
| 12    | 65 a 69 | 4     |
| 12    | 60 a 64 | 8     |
| 8     | 55 a 59 | 8     |
| 20    | 50 a 54 | 16    |
| 32    | 45 a 49 | 8     |
| 16    | 40 a 44 | 16    |
| 20    | 35 a 39 | 24    |
| 8     | 30 a 34 | 16    |
| 4     | 25 a 29 | 8     |
| 4     | 20 a 24 | 0     |
| 16    | 15 a 19 | 24    |
| 4     | 10 a 14 | 8     |
| 12    | 5 a 9   | 24    |
| 20    | 0 a 4   | 8     |

## Economia
El 2007 la població en edat de treballar era de 327 persones, 244 eren actives i 83 eren inactives. De les 244 persones actives 228 estaven ocupades (119 homes i 109 dones) i 16 estaven aturades (9 homes i 7 dones). De les 83 persones inactives 38 estaven jubilades, 29 estaven estudiant i 16 estaven classificades com a «altres inactius».

### Ingressos
El 2009 a Péronne hi havia 218 unitats fiscals que integraven 570 persones, la mediana anual d'ingressos fiscals per persona era de 19.591 €.

### Activitats econòmiques
Dels 22 establiments que hi havia el 2007, 2 eren d'empreses de fabricació d'altres productes industrials, 6 d'empreses de construcció, 7 d'empreses de comerç i reparació d'automòbils, 2 d'empreses de transport, 1 d'una empresa d'hostatgeria i restauració, 1 d'una empresa immobiliària, 2 d'empreses de serveis i 1 d'una empresa classificada com a «altres activitats de serveis».
Dels 9 establiments de servei als particulars que hi havia el 2009, 2 eren tallers de reparació d'automòbils i de material agrícola, 2 paletes, 2 fusteries, 1 lampisteria, 1 restaurant i 1 agència immobiliària.
L'any 2000 a Péronne hi havia 44 explotacions agrícoles que ocupaven un total de 520 hectàrees.

## Equipaments sanitaris i escolars
El 2009 hi havia una escola elemental integrada dins d'un grup escolar amb les comunes properes formant una escola dispersa.

## Poblacions més properes
El següent diagrama mostra les poblacions més properes.